# (500237) 2012 JS23
(500237) 2012 JS23 es un asteroide perteneciente al cinturón de asteroides, descubierto el 30 de abril de 2012 por el equipo del Mount Lemmon Survey desde el Observatorio del Monte Lemmon, Arizona, Estados Unidos.

## Designación y nombre
Designado provisionalmente como 2012 JS23.

## Características orbitales
2012 JS23 está situado a una distancia media del Sol de 2,578 ua, pudiendo alejarse hasta 3,096 ua y acercarse hasta 2,060 ua. Su excentricidad es 0,200 y la inclinación orbital 13,61 grados. Emplea 1512,33 días en completar una órbita alrededor del Sol.

## Características físicas
La magnitud absoluta de 2012 JS23 es 16,8.